# کلکسیون

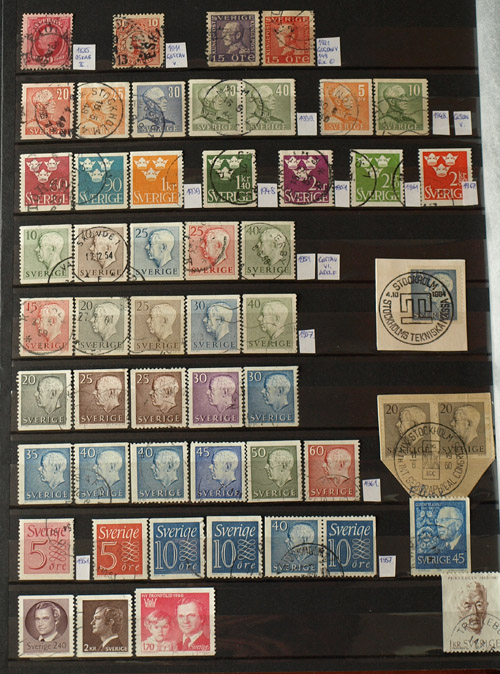
کلکسیونی از تمبرهای سوئدی

کُلِکسیون (به فرانسوی: Collection) به مجموعه‌ای از آثار هم خانواده مانند سکه ،اسکناس، تمبر، مدال، بلیت، ژتون، کبریت، کارت تلفن و مانند آن گفته می‌شود که اشخاص آنها را جمع‌آوری کرده و در مکانی نگهداری می‌کنند.

## اقلام کلکسیونی
قانون خاصی برای اقلام کلکسیونی وجود ندارد و هر چیزی مورد علاقه‌ای را می‌توان جمع‌آوری کرد و از آن یک مجموعه کلکسیون ساخت.
- بلیت‌های حمل و نقل و بخت آزمایی، سرپوش بطری نوشابه و شیر، برچسب نوشیدنی و چای، اسکناس و تمبر، سنجاق سینه، کارت‌های کازینو، گیره کاغذ، سنجاق سینه، پاکن و مداد تراش و … نمونه‌های دیگری هستند که افراد مختلف در گوشه و کنار جهان به گردآوری آن علاقه‌مند هستند. در دنیای کلکسیونرها چیزهای عجیب و غریبی نیز یافت می‌شود. برخی کلکسیونرها پا از این فراتر نهاده و به جمع‌آوری اتومبیل‌های قدیمی، نقاشی‌های ارزشمند و تاریخی و اشیاء تاریخی گران بها اقدام می‌نمایند. مجموعه‌های بسیاری از این افراد در سرتاسر جهان در زمینه‌های گوناگون به ارزش میلیاردها دلار موجود است.[نیازمند منبع]

## کلکسیونرهای معروف جهان
- الکساندراو استیون کوئین - ارزش آثار هنری این زوج ۳/۹ میلیارد دلار برآورد شده است.
- دبرا و لئون بلک - ارزش مجموعه ۳/۵ میلیارد دلار در زمینه هنر معاصر
- ادی و الی براد - ارزش مجموعه ۲ میلیارد دلار در زمینه آثار هنری
- سلطان حسن پادشاه برونئی - با مجموعه‌ای از ۷۰۰۰ خودرو لوکس و گرانقیمت به ارزش تقریبی ۷۹۰ میلیون دلار
- پیر چن - مجموعه‌دار معتبر تایوانی به ارزش ۸/۳ میلیون دلار مجموعه آثار نقاشی دارد.[۱]
- فریدون نوین فرحبخش - پدر تمبر ایران و کلکسیونر تمبر برنده چندین مدال از نمایشگاه بین‌المللی تمبر